# Film della mezzanotte

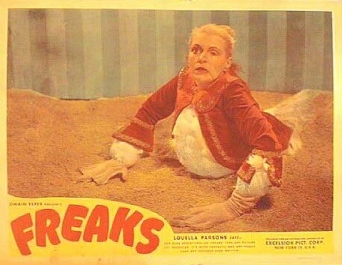
Uno dei classici dei film della mezzanotte è Freaks (1932) di Tod Browning. Proiettato in tarda notte dall'anno di uscita, trovò proiezioni cinematografiche notturne in tutti gli Stati Uniti ininterrottamente tra gli anni settanta e ottanta.

Film della mezzanotte (midnight movie in inglese) è il nome dato a una pratica di distribuzione televisiva statunitense che trova le sue origini nei primi anni cinquanta, quando le emittenti televisive locali davano spazio a film a basso costo, di dubbia qualità nella loro programmazione notturna dopo la mezzanotte.
Intorno agli anni settanta si assiste all'espansione del fenomeno su scala nazionale, a partire da New York.
Oggi il termine ha significati diversi, ma è affine ai film di serie B e film di culto.

## Storia
L'origine della pratica ha inizio in un concordato del 1953, il sindacato degli attori (Screen Actors Guild) approva un piano di compensi che favorisce notevolmente la distribuzione di questi film nella televisione. Una serie di stazioni televisive locali iniziano così a trasmettere questo genere di film a basso costo in tarda notte.
Nella primavera del 1954, il canale KABC, per aumentare gli ascolti durante l'orario notturno, decide di tenere una breve presentazione per i film di genere a basso costo che sarebbero stati trasmessi. I film vengono introdotti da Maila Nurmi (reduce dal successo del programma televisivo The Vampira Show) vestita con un malizioso abito nero.
Lo Show viene trasmesso per 4 settimane sempre a mezzanotte, mostrando film come Devil Bat's Daughter, Strangler of the Swamp, Murder by Invitation, The Charge Is Murder e Apology for Murder. Dato il successo riscontrato, lo Show viene anticipato alle 23 e in seguito alle 22 e 30.
Questo stile di show viene imitato dalle stazioni di tutta la nazione, ogni show è condotto da un particolare personaggio fra i quali Zacherley e Morgus Il Magnifico.
Nel canale KHJ-TV a Las Vegas Cassandra Peterson, impersonifica la vamp Elvira, chiamata Mistress of the Dark (padrona della notte). In questo personaggio Peterson diventa la più famosa conduttrice degli show di mezzanotte. Lo Show Elvira's movie Macabre nel quale Peterson presenta soprattutto i film horror più scadenti, commentandoli con ironia, comincia ad essere molto seguito in tutta la nazione. Alcune stazioni locali, mandano in onda lo show Macabre Movies in tarda notte durante tutta la settimana, altre invece solo nel weekend. Nel 1986 l'USA network lancia uno show chiamato Up All Night il quale presentava nella maggior parte film horror ed erotici. Nel 1993 a Buffalo la WKBW-TV nello Show Off bit Cinema, comincia a mandare in onda in tarda notte un misto di film a basso costo e alcuni film esteri, e viene imitata dalle varie stazioni televisive locali nei vari paesi, fra le quali la più recente “Retro Television Network”. Nel 2000 la moda dei film horror sparisce dalla maggior parte delle televisioni, ma nonostante questo il genere B-movies viene ancora largamente usato nelle pause dopo i film in prima serata. La piccola stazione televisiva American One distribuisce una raccolta di film chiamata Macabre Theatre condotta da Butch Patrick, conosciuto per la sua imitazione di Eddie Munster nello show The Munster del 1960.

### Cinema
Nel 1957 la trasmissione del film La maschera di Frankenstein, prodotto dalla Hammer's film, dà inizio a una diffusione di proiezioni della mezzanotte. Quale film possa essere qualificato come il precursore del genere nel 1970 rimane ancora un mistero. L'autore Gary Lachman afferma che il corto Invocation of my demon brother di Kenneth Anger proiettato al Elgin Theatre, inaugurava il genere cult dei film della mezzanotte. Il corto veniva definito una miscela di scene incentrate sulla simbologia e l'occulto, con sovrapposte immagini dei concerti dei Rolling Stones.
Ma L'inizio di questo genere di film spesso viene ricondotto all'opera El Topo di Alejandro Jodorowsky un film surrealista proiettato nel dicembre del 1970 all'Elgin Theatre. Sulla scia dei film Western italiani, il film di Jodorowsky fu descritto da una delle riviste di critica cinematografica, come un film “pieno di prove e indovinelli”. El topo è il primo western surrealista, dove elementi che ricordano le opere di Sergio Leone sono mescolati con lo spiritualismo New Age, simbolismo cristiano, accenni politici. Il film pieno di strani personaggi e di attori mutilati e nani, parla di un pistolero interpretato dallo stesso regista che dopo aver ucciso una banda di criminali messicani, inizia a viaggiare per il deserto assieme al suo figlioletto. Dopo aver abbandonato il bambino persegue l'obbiettivo di diventare il migliore pistolero del mondo, uccidendo gli altri quattro maestri del revolver. El topo fece sold out ogni sera per alcuni mesi, con molti fan che spesso ritornavano ogni settimana. Il film venne trasmesso fino al giugno del 1971, fino a quando su suggerimento di John Lennon il quale dichiarò di aver visto il film almeno 3 volte, il manager dei Beatles Allen Klein comprò il film attraverso la sua compagnia cinematografica ABKCO e ne fece una nuova versione.
L'Elgin intanto proietta un nuovo successo di mezzanotte, il film di Peter Bogdanovich intitolato Bersagli (Targets) del 1968. In questo film è presente il pilastro del genere Horror Boris Karloff, in una delle sue ultime interpretazioni, immerso in una storia di assassini e violenza politica.
Nel 1971 quattro cinema di Manhattan vicini all'Elgin iniziano una programmazione di film della mezzanotte: Il St. March con Viva la Muerte, un'esplosione di surrealismo in pieno stile franco-Spagnolo di Luis Buñuel, il quale fu un altro film preferito da Lennon; Il teatro Waverly con Equinox che aveva appena sostituito Night of Living Dead; Il Bijou proiettava i film Freaks e Night Living Dead e L'Olimpia: Macunaima, una satira noir della politica brasiliana.
Equinox del 1970 e Night of Living Dead 1968, con un budget molto basso, erano la dimostrazione del legame tra la vecchia Tv e il nuovo fenomeno cinematografico.
Il capolavoro zombie di George A. Romero (Night of Living Dead) è prodotto completamente fuori dagli schemi degli studi cinematografici e ha un carattere sovversivo, provocatorio e spesso critico nei confronti della società. Affronta temi come la guerra in Vietnam, la libera circolazione di armi e il razzismo.
Nell'inverno del 1971 John Waters gira Pink Flamingos, un film di incesti e coprofagia che diventerà il film simbolo del genere, focalizzato soprattutto sulle perversioni sessuali e feticismo.
Il film viene girato durante un weekend a Baltimora, la città di Waters, con un cavo di alimentazione per la cinepresa lungo un miglio; il film fu un punto cruciale dello sviluppo del movimento del cinema indipendente.
Nel 1973 l'Elgin Theatre proietta sia Pink Flamingos che un film drammatico giamaicano The Harder They Come, con una colonna sonora degna di nota.
Nella sua prima apparizione The Harder They Come (1972) è stato un flop stroncato dalla critica dopo la sua distribuzione negli Stati Uniti, giudicato da Roger Corman della New World Picture, come genere Blaxploitation. Reimmesso nel mercato come film della mezzanotte, venne proiettato in tutto il paese per sei anni, aiutato dalla sempre più popolare musica reggae. La storia parla di un contadino giamaicano che raggiunge la capitale Kingstone per sfondare nel mondo della musica, ma il suo carattere difficile e il suo poco talento, fanno sì che il ragazzo finisca a spacciare marijuana per il boss locale.
Mentre il potenziale di molti film della mezzanotte fu riconosciuto solo dopo un certo periodo dalla loro uscita, un certo numero di film in questo periodo vengono distribuiti per questo mercato fin dall'inizio.
Ad esempio film come Broken Goddess, Dragula, The White Whore, The Bit Player, Elevator Girls in Bondage (così come Pink Flamingos) escono in anteprima come proiezione di mezzanotte a New York.
Nel 1974 il nuovo film Flesh Gordon - Andata e ritorno... dal pianeta Porno!, dimostra come questo nuovo genere si prestasse a legarsi con la pornografia.

### La grande distribuzione
La commedia nera Harold e Maude del 1971, diventa il primo film prodotto da un grande studio di Hollywood, ad acquisire un sostanziale successo di nicchia fra gli appassionati al genere. Anche se inizialmente non ebbe molto successo nel circuito dei film della mezzanotte.
Il fenomeno dei film della mezzanotte negli anni si diffuse in tutto il paese. Nel maggio 1974 a Milwaukee, viene spronato dalla sponsorizzazione da parte delle stazioni radio locali, le quali già precedentemente avevano finanziato con molto successo le stesse proiezioni a St Louise. Nel febbraio dello stesso anno, quattro cinema di Milwaukee inseriscono regolarmente nella loro programmazione i film della mezzanotte; il proprietario di uno di questi cinema di nome Marcun Chain, successivamente espanse questo tipo di proiezioni in quattro altri stati del Midwest.
La critica definiva questi film come opere così suggestive e simboliche, dalle quali anche i concerti rock e gli appassionati di fantasy traevano ispirazione; nel 1969 il cantante folk Aldo Guthrie partecipa al popolare film Alice's Restaurant.
Nel primo aprile 1976, The Rocky Horror Picture Show che inizialmente non ebbe molto successo, appare in uno dei principali cinema di New York, il Waverly Theatre, nel quartiere di Greenwhich Village.
Il film inizia a riscontrare un interesse a livello nazionale e il suo pubblico molto particolare si allarga in tutti gli Stati Uniti. Il film prende ispirazione dal romanzo Frankenstein: parla di una coppia di sposi, che rimasti a piedi per un guasto alla macchina, si rifugiano dentro un castello per fare una chiamata di soccorso. La coppia resta in trappola nelle mani del travestito e bisessuale scienziato Frank 'N' Furter, che ha il desiderio di creare il mostro perfetto, “Rocky”. Lo scienziato, oltre a perseguire il suo fanatico esperimento, si interessa a entrambi i prigionieri, sconvolgendo le loro giovani menti.
Tim Curry nel ruolo principale dello scienziato eccentrico darà una svolta alla sua carriera, è diventerà l'icona incontrastabile del fenomeno cinematografico dei film della mezzanotte.
Durante la proiezione di Rocky Horror Picture Show ogni venerdì e sabato notte, gli spettatori si vestono e parlano come i personaggi, spesso imitando le scene con le rispettive scenografie. I film della mezzanotte stavano diventando sempre di più un aspetto sociale. Nell'estate del 1979, il film era proiettato a mezzanotte di ogni weekend, in circa venti cinema di periferia nella sola New York; Sempre nello stesso periodo la 20th Century fox distribuisce circa 200 locandine del film per tutto il paese.
Un altro film molto meno commercializzato di Rocky Horror Picture Show, è Eraserhead di David Lynch. Con questo film il regista David Lynch debutta nel campo cinematografico, e spendendo pochissimi soldi mette in scena un film molto surreale, riproponendo le caratteristiche classiche dei film della mezzanotte.

### Il declino
Verso la fine degli anni settanta il cambiamento della società colpisce profondamente la tradizione anticulturale dei film della mezzanotte; l'interesse verso questo genere inizia a calare e di conseguenza anche il commercio intorno ad essi, portando così alla chiusura delle principali cinema di questo genere di film.
I primi sintomi di questo declino si ebbero fin dal 1977, infatti in quell'anno il Bijou di New York passa definitivamente all'intrattenimento per il quale inizialmente era stato concepito, un cinema gay per adulti.. Il famoso Elgin dopo una breve programmazione di porno-gay chiuse completamente.
Nei successivi anni il successo delle videocassette e la nascita della TV via cavo diedero alle persone nuove possibilità di intrattenimento, dando così il colpo di grazia agli ultimi cinema indipendenti rimasti.
Mentre Rocky Horror diventa un cult e insieme ad altri film come I guerrieri della notte (1979), Ma che siamo tutti matti? (1980), The Evil Dead (1981), Heavy metal (1981), and Pink Floyd The Wall (1982) sono prelevati dal circuito dei film della mezzanotte e diffusi dalle principali case di distribuzione, il cuore che aveva dato tanta energia a questo movimento in passato sparisce.
Dopo qualche anno, l'Orson Welles Cinema chiude le porte dopo un incendio nel 1986: il giorno simbolo nel quale il fenomeno anticulturale viene lasciato alle spalle.
Nel 1988 il genere film della mezzanotte viene rivisto sotto un'altra forma tramite il Toronto International Film Festival nella sezione notturna dedicata a questi film chiamata Midnight Madness ("follia di mezzanotte").
In questi anni, nuove pellicole riemergono di tanto in tanto come film della mezzanotte, in quei cinema dove ancora proiettano questo genere. Il più grande successo degli anni '90 è la saga di una Drag Queen di strada australiana, Priscilla - La regina del deserto (1994). Uno dei cinema che proiettava questa pellicola era il Waverly di New York dove Rocky Horror aveva battuto ogni record restando per 95 settimane. Il confronto fra i due film venne ripreso anche in una serie televisiva (The Drew Carey Show) nel quale andò in onda un episodio celebrativo in cui vi era una battaglia di danza fra un fan di Rocky Horror e uno di Priscilla.
Oggigiorno i vecchi film della mezzanotte sono molto conosciuti e mantengono ancora gruppi di appassionati.
Nel 2005 è stato girato un documentario chiamato per l'appunto Midnight Movies: From the Margin to the Mainstream. Il, che contiene numerose interviste e scene dei vecchi film, ripercorre il fenomeno dei film della mezzanotte ormai divenuti un cult, dalla loro nascita fino alla loro scomparsa dal circuito mainstream.

## Derivazioni
Oggi la proiezione a mezzanotte del giorno di uscita di un film dal successo annunciato (es. Il Signore degli Anelli, Spider-Man, Pirati dei Caraibi), è una pratica piuttosto utilizzata dalle grandi industrie della distribuzione cinematografica. Il record di incassi in una proiezione di mezzanotte è detenuto dal film Avengers: Endgame, con un totale di 60 milioni di dollari il 25 aprile 2019.